# باشگاه صبا باتری
باشگاه فرهنگی ورزشی صبا باتری یک باشگاه ورزشی تحت پشتیبانی مالی شرکت باتری‌سازی نیرو وابسته به وزارت دفاع ایران در تهران بود. این باشگاه در سال ۱۳۸۱ با خرید امتیاز باشگاه صنام شکل گرفت. صبا باتری در آغاز در ۵ رشته ورزشی فعال بود اما پس از مدتی بر روی فوتبال و بسکتبال تمرکز کرد. در سال ۱۳۸۷، تیم فوتبال باشگاه به شهر قم منتقل شد و تحت پوشش استانداری قم قرارگرفت. علی‌رغم موفقیت‌ها، باشگاه علاقه‌ای به نگهداشتن تیم بسکتبال خود نشان نداد و تیم با تغییر نام به صبامهر به شهر قزوین انتقال یافت و تحت پوشش شرکت صبامهر قرار گرفت.
مدیریت این باشگاه بر عهده صبا آریافر بود.
تیم فوتبال صبا باتری تهران در دوران حیات خود موفق به قهرمانی در جام حذفی ۸۴–۱۳۸۳ و سوپر جام ۱۳۸۴ و نایب قهرمانی در جام حذفی ۸۶–۱۳۸۵ نیز شد.